# Antoine Perrenot de Granvelle
Antoine Perrenot de Granvelle, talvolta italianizzato come Antonio Perinotto (Ornans, 20 agosto 1517 – Madrid, 21 settembre 1586), è stato un cardinale e arcivescovo cattolico francese.
Fu vescovo di Arras, arcivescovo di Malines, ambasciatore a Roma e viceré del Regno di Napoli (1571-1575).

## Biografia
Nacque a Ornans, in Francia, il 20 agosto 1517. Il nonno, Pierre Perrenot, era stato notaio e giudice nella città natale; suo padre, Nicolas Perrenot de Granvelle, era stato consigliere al parlamento di Dole e, attraverso il Consiglio privato di Margherita d'Austria, era entrato nel Consiglio di Carlo V. In quest'organo Nicolas si fece affiancare dal figlio, che gli succedette alla morte nel 1550.
Con breve di Paolo III del 27 gennaio 1538 gli fu concessa la prepositura della chiesa di San Vittore di Xanten, in arcidiocesi di Colonia; con l'occasione, cessò gli studi che stava conducendo all'università di Padova. "Nel giugno e nel luglio successivi avrebbe assistito, al fianco del padre, ai colloqui di Nizza e Aigues-Mortes tra Carlo V e Francesco I, per riprendere poi la via di Lovanio e laurearvisi in filosofia e teologia".
Dall'età di ventuno anni ricoprì l'incarico vescovile ad Arras: nel 1538 Maria d'Ungheria propiziò la sua nomina. Nel 1559 fu nominato abate dell'abbazia di Saint-Amand (che, con l'intera città di Saint-Amand-les-Eaux, nel 1521 era passata nei domini di Carlo V), carica che mantenne fino alla morte.
Fu creato cardinale il 26 febbraio 1561 da papa Pio IV e subito dopo divenne arcivescovo di Malines sino al 1578. Nel 1566, durante il pontificato di Pio V, fu membro della Congregazione per i Principi, che si occupava delle relazioni e della corrispondenza del papato coi sovrani europei.
Fu camerlengo del Sacro Collegio dal 10 febbraio 1570 al 18 maggio 1571.
Mecenate degli artisti, a lui fu dedicato nel 1556 il primo libro de motetti a cinque et a sei voci di Orlando di Lasso. Buona parte delle opere, di cui era accanito collezionista, erano conservate nel palais Granvelle costruito dalla famiglia a Besançon.
Morì il 21 settembre 1586 all'età di 69 anni.

### Attività politica ed amministrativa
La sua precedente esperienza di politico (fu consigliere di Carlo V nel 1550) e diplomatico a Roma, lo condussero ad essere nominato presidente degli Stati generali dei Paesi Bassi; dotato di poteri di grande inquisitore,  contribuì ad accrescere la distanza tra la nobiltà locale e la monarchia spagnola. Quando la situazione olandese degenerò il cardinale, oramai investito di altre responsabilità in altre parti dell'Impero, suggerì però moderazione; ciò non gli risparmiò una duratura, cattiva reputazione tra i protestanti olandesi.
Fu poi viceré a Napoli, dove giunse per l'insediamento il 19 aprile 1571, ponendo fine a quasi un mese di interregno del Collaterale, seguito alla morte del precedente viceré Pedro Afán de Ribera.
Si mostrò molto ligio alla politica autoritaria spagnola, trovandosi spesso a difendere le prerogative dello Stato a scapito della Chiesa stessa, come ad esempio quando entrò in aperto conflitto con le gerarchie ecclesiastiche napoletane a causa dell'abolizione dell'exequatur.
Approvò il nuovo statuto del Monte di Pietà, ottenendo in cambio cospicui donativi per un totale di 2.400.000 ducati. Soprattutto suo fu il merito di riorganizzare le strutture del porto e dei quartieri militari, allestendo in poco tempo la flotta e gli armamenti necessari alla Lega santa. Ma, per una rivalità personale con il vincitore di Lepanto, Don Giovanni d'Austria, negò allo stesso aiuti di tipo militare necessari per la difesa della Tunisia.
Anche per una serie di maldicenze sul suo conto, fu richiamato in patria già nell'aprile 1575, ma, tardando a ripartire da Napoli, soltanto il 10 luglio vi fu l'insediamento in città del nuovo viceré marchese di Mondéjar.
Luigi Filippo autorizzò la pubblicazione della sua corrispondenza diplomatica, reperita a Besançon, due secoli e mezzo dopo.

## Conclavi
Durante il suo cardinalato Antoine Perrenot de Granvelle partecipò ai seguenti conclavi:
- conclave del 1565/1566, che elesse papa Pio V
- conclave del 1572, che elesse papa Gregorio XIII

Non partecipò invece al conclave del 1585, che elesse papa Sisto V.

## Genealogia episcopale e successione apostolica
La genealogia episcopale è:
- Cardinale Juan Pardo de Tavera
- Cardinale Antoine Perrenot de Granvelle

La successione apostolica è:
- Vescovo Francisco Manrique de Lara (1542)
- Vescovo Robert de Berghes (1557)
- Arcivescovo Bartolomé de Carranza y Miranda, O.P. (1558)
- Arcivescovo Maximilien de Berghes (1559)
- Vescovo Pieter de Corte (1561)
- Vescovo Nicolaas van der Borcht (1561)
- Vescovo Maarten Bouwens (1562)
- Vescovo Pepin de Rosa, O.P. (1562)
- Vescovo Frans van de Velde (1562)
- Vescovo Wilhelmus Lindanus (1563)
- Vescovo Gerard d'Hamericourt, O.S.B. (1563)
- Vescovo Johan Knijf, O.F.M.Obs. (1563)
- Cardinale Francisco Pacheco de Villena (1567)